# Kaname Kuran
Kaname Kuran (玖蘭 枢?, Kuran Kaname) è un personaggio del manga e anime Vampire Knight ideato da Matsuri Hino.

## Biografia
Kaname Kuran salvò Yuki dall'attacco di un altro vampiro, pur essendo egli stesso un vampiro. Kaname è il capodormitorio della Night Class ed è il vampiro più rispettato e temuto dagli altri studenti-vampiri, in quanto appartenente alla stirpe dei vampiri "sangue puro". Mentre è freddo ed autoritario nei riguardi dei suoi compagni, è sempre gentile e dolce con Yuki.
Sembra conoscere Shizuka, la vampira che morse Zero, anch'essa sangue puro. Kaname fa inoltre capire come si preoccupa profondamente per Yuki fin dal giorno in cui la salvò e ciò si può descrivere come amore nel senso romantico della parola. Si scoprirà poi che in realtà è fratello di Yuki, anche se da una dichiarazione di Rido nell'anime, sembrerebbe che Kaname sia il capostipite della casata Kuran riportato in vita da Rido stesso. Kaname farà ricordare a Yuki il proprio passato grazie a un morso, risvegliando così anche la sua natura da vampira.
Al contrario di Zero, è molto egocentrico ed architetta un piano per fare in modo che Rido venga per sempre sconfitto e Yuki possa vivere senza correre il rischio di essere attaccata da lui; in più occasioni dimostra che il suo amore per lei è così grande da volerla possedere a tutti costi. Per attuare il suo stratagemma sfrutta tutte le persone o i vampiri che lo circondano come se non gliene importasse nulla delle loro vite, ma in realtà non è così.